# دنیس سولیوان (قایق دودگلی)
دنیس سولیوان (قایق دودگلی) (به انگلیسی: Denis Sullivan (schooner)) یک کشتی بود که ارتفاع آن ۹۵ فوت (۲۹ متر) بود. این کشتی در سال ۲۰۰۰ ساخته شد.